# Världsmästerskapen i nordisk skidsport 1993
Världsmästerskapen i nordisk skidsport 1993 ägde rum i Falun i Sverige mellan den 19 och 28 februari 1993. Nytt inför detta mästerskap var jaktstarten.

## Längdskidåkning herrar

### 10 km klassisk stil
22 februari 1993
| Medalj | Åkare                       | Tid     |
| Guld   | Sture Sivertsen, Norge      | 24:51,6 |
| Silver | Vladimir Smirnov, Kazakstan | 24:55,5 |
| Brons  | Vegard Ulvang, Norge        | 24:58,1 |

### 10 km + 15 km jaktstart
24 februari 1993
| Medalj | Åkare                       | Tid       |
| Guld   | Bjørn Dæhlie, Norge         | 1:01:45,0 |
| Silver | Vladimir Smirnov, Kazakstan | 1:01:45,0 |
| Brons  | Silvio Fauner, Italien      | 1:02:55,5 |

### 30 km klassisk stil
20 februari 1993
| Medalj | Åkare                       | Tid       |
| Guld   | Bjørn Dæhlie, Norge         | 1:17:33,6 |
| Silver | Vegard Ulvang, Norge        | 1:17:55,0 |
| Brons  | Vladimir Smirnov, Kazakstan | 1:17:55,3 |

### 50 km fri stil
28 februari 1993
| Medalj | Åkare                    | Tid       |
| Guld   | Torgny Mogren, Sverige   | 2:03:36,8 |
| Silver | Hervé Balland, Frankrike | 2:04:30,9 |
| Brons  | Bjørn Dæhlie, Norge      | 2:05:10,3 |

### 4 x 10 km stafett
26 februari 1993
| Medalj | Lag                                                                             | Tid       |
| ------ | ------------------------------------------------------------------------------- | --------- |
| Guld   | Norge (Sture Sivertsen, Vegard Ulvang, Terje Langli, Bjørn Dæhlie)              | 1:44.14,9 |
| Silver | Italien (Maurilio De Zolt, Marco Albarello, Giorgio Vanzetta, Silvio Fauner)    | 1:44.24,5 |
| Brons  | Ryssland (Andrey Kirilov, Igor Badamchin, Aleksej Prokurorov, Michail Botvinov) | 1:44.27,2 |

## Längdskidåkning damer

### 5 km klassisk stil
21 februari 1993
| Medalj | Åkare                     | Tid     |
| Guld   | Larisa Lazutina, Ryssland | 14:07,6 |
| Silver | Ljubov Jegorova, Ryssland | 14:12,1 |
| Brons  | Trude Dybendahl, Norge    | 14:18,3 |

### 5 km + 10 km jaktstart
23 februari 1993
| Medalj | Åkare                      | Tid     |
| Guld   | Stefania Belmondo, Italien | 40:19,0 |
| Silver | Larisa Lazutina, Ryssland  | 40:19,4 |
| Brons  | Ljubov Jegorova, Ryssland  | 40:19,7 |

### 15 km klassisk stil
19 februari 1993
| Medalj | Åkare                            | Tid     |
| Guld   | Jelena Välbe, Ryssland           | 44:49,0 |
| Silver | Marja-Liisa Kirvesniemi, Finland | 45:39,0 |
| Brons  | Marjut Rolig, Finland            | 45:41,9 |

### 30 km fri stil
27 februari 1993
| Medalj | Åkare                      | Tid       |
| Guld   | Stefania Belmondo, Italien | 1:22:41,3 |
| Silver | Manuela Di Centa, Italien  | 1:22:55,0 |
| Brons  | Ljubov Jegorova, Ryssland  | 1:23:48,3 |

### 4 x 5 km stafett
26 februari 1993
| Medalj | Lag                                                                             | Tid |
| ------ | ------------------------------------------------------------------------------- | --- |
| Guld   | Ryssland (Jelena Välbe, Larisa Lazutina, Nina Gavriljuk, Ljubov Jegorova)       |     |
| Silver | Italien (Gabriella Paruzzi, Bice Vanzetta, Manuela Di Centa, Stefania Belmondo) |     |
| Brons  | Norge (Trude Dybendahl, Inger Helene Nybråten, Anita Moen, Elin Nilsen)         |     |

## Nordisk kombination

### 15 km
18 februari 1993
| Medalj | Åkare                    | Tid |
| Guld   | Kenji Ogiwara, Japan     |     |
| Silver | Knut Tore Apeland, Norge |     |
| Brons  | Trond Einar Elden, Norge |     |

### 3 x 10 km stafett
19 februari 1993
| Medalj | Lag                                                               | Tid       |
| ------ | ----------------------------------------------------------------- | --------- |
| Guld   | Japan (Takanori Kono, Masashi Abe, Kenji Ogiwara)                 | 1:19:25,7 |
| Silver | Norge (Trond Einar Elden, Knut Tore Apeland, Fred Børre Lundberg) | +3:46,3   |
| Brons  | Tyskland (Thomas Dufter, Jens Deimel, Hans-Peter Pohl)            | +8:30,5   |

## Backhoppning

### Normalbacke
27 februari 1993
| Medalj | Åkare                         | Poäng |
| Guld   | Masahiko Harada, Japan        | 237,8 |
| Silver | Andreas Goldberger, Österrike | 231,3 |
| Brons  | Jaroslav Sakala, Tjeckien     | 228,2 |

### Stora backen
21 februari 1993
| Medalj | Åkare                         | Poäng |
| Guld   | Espen Bredesen, Norge         | 241,4 |
| Silver | Jaroslav Sakala, Tjeckien     | 239,1 |
| Brons  | Andreas Goldberger, Österrike | 237,6 |

### Lagtävling stora backen
19 februari 1993
| Medalj | Lag                                                                                 | Poäng |
| ------ | ----------------------------------------------------------------------------------- | ----- |
| Guld   | Norge (Bjørn Myrbakken, Helge Brendryen, Øyvind Berg, Espen Bredesen)               | 821,5 |
| Silver | Tjeckien (František Jež, Jiří Parma, Jaroslav Sakala) + Slovakien (Martin Švagerko) | 772,1 |
| Brons  | Österrike (Ernst Vettori, Heinz Kuttin, Stefan Horngacher, Andreas Goldberger)      | 745,4 |

Tjeckien och Slovakien valde att ställa upp med ett gemensamt lag, då det bara var cirka 2 månader efter det att Tjeckoslovakien delats.

## Medaljligan
| Placering | Nation    | Guld | Silver | Brons | Totalt |
| --------- | --------- | ---- | ------ | ----- | ------ |
| 1         | Norge     | 6    | 3      | 5     | 14     |
| 2         | Ryssland  | 3    | 2      | 3     | 8      |
| 3         | Japan     | 3    | 0      | 0     | 3      |
| 4         | Italien   | 2    | 3      | 1     | 6      |
| 5         | Sverige   | 1    | 0      | 0     | 1      |
| 6         | Kazakstan | 0    | 2      | 1     | 3      |
|           | Tjeckien  | 0    | 2      | 1     | 3      |
| 8         | Österrike | 0    | 1      | 2     | 3      |
| 9         | Finland   | 0    | 1      | 1     | 2      |
| 10        | Frankrike | 0    | 1      | 0     | 1      |
|           | Slovakien | 0    | 1      | 0     | 1      |
| 12        | Tyskland  | 0    | 0      | 1     | 1      |